# العلاقات البالاوية السورية
العلاقات البالاوية السورية هي العلاقات الثنائية التي تجمع بين بالاو وسوريا.

## مقارنة بين البلدين
هذه مقارنة عامة ومرجعية للدولتين:
| وجه المقارنة                                              | بالاو                         | سوريا                    |
| --------------------------------------------------------- | ----------------------------- | ------------------------ |
| المساحة (كم2)                                             | 465                           | 185.18 ألف               |
| عدد السكان (نسمة)                                         | 21.73 ألف                     | 18.27 مليون              |
| الكثافة السكانية (ن./كم²)                                 | 4.67 ألف                      | 98.66                    |
| العاصمة                                                   | نغيرولمود، كورور              | دمشق                     |
| اللغة الرسمية                                             | لغة إنجليزية، اللغة البالاوية | اللغة العربية            |
| العملة                                                    | دولار أمريكي                  | ليرة سورية               |
| الناتج المحلي الإجمالي (بليون دولار)                      | 291.54 مليون                  | 60.20 مليار              |
| الناتج المحلي الإجمالي (تعادل القوة الشرائية) بليون دولار | 326.12 مليون                  |                          |
| الناتج المحلي الإجمالي الاسمي للفرد دولار أمريكي          | 13.50 ألف                     |                          |
| الناتج المحلي الإجمالي للفرد دولار أمريكي                 | 14.76 ألف                     |                          |
| مؤشر التنمية البشرية                                      | 0.780                         | 0.594                    |
| رمز المكالمات الدولي                                      | +680                          | +963                     |
| رمز الإنترنت                                              | .pw                           | .sy                      |
| المنطقة الزمنية                                           | ت ع م+09:00                   | ت ع م+02:00، ت ع م+03:00 |

## منظمات دولية مشتركة
يشترك البلدان في عضوية مجموعة من المنظمات الدولية، منها:
| علم المنظمة | اسم المنظمة                        | تاريخ انضمام بالاو | تاريخ انضمام سوريا |
| ----------- | ---------------------------------- | ------------------ | ------------------ |
|             | مؤسسة التنمية الدولية              | 16 ديسمبر 1997     | 28 يونيو 1962      |
|             | الأمم المتحدة                      | 15 ديسمبر 1994     | 24 أكتوبر 1945     |
|             | منظمة حظر الأسلحة الكيميائية       | ?                  | ?                  |
|             | مؤسسة التمويل الدولية              | 16 ديسمبر 1997     | 28 يونيو 1962      |
|             | وكالة ضمان الاستثمار متعدد الأطراف | 16 ديسمبر 1997     | 14 مايو 2002       |
|             | يونسكو                             | 20 سبتمبر 1999     | 16 نوفمبر 1946     |
|             | البنك الدولي للإنشاء والتعمير      | 16 ديسمبر 1997     | 10 أبريل 1947      |